# Муравьиные птицы

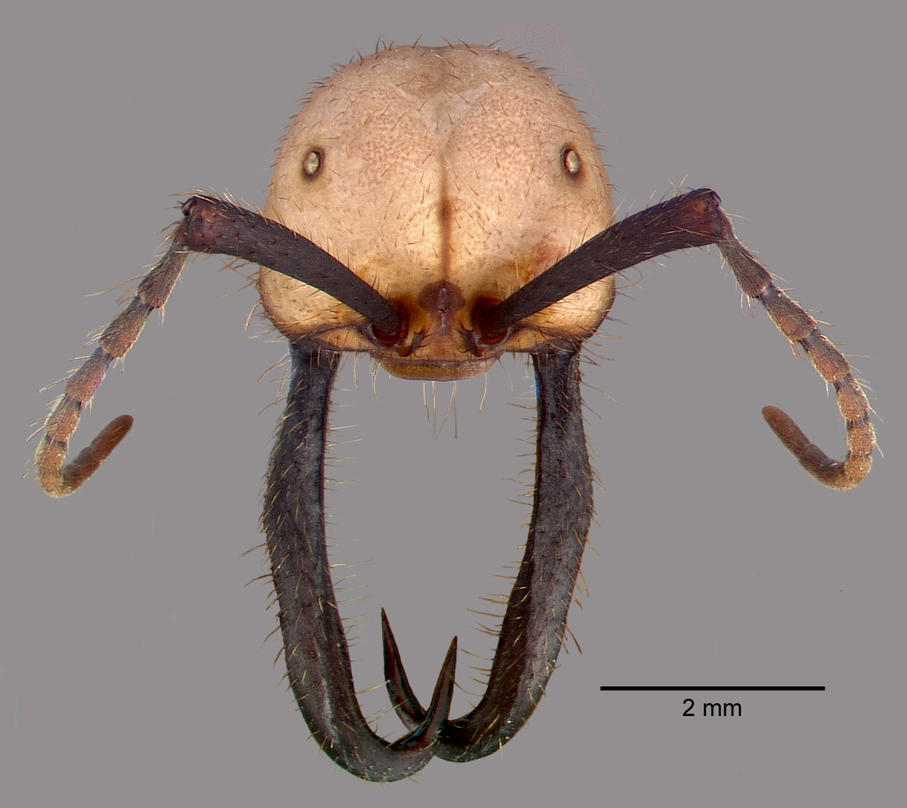
Голова солдата Eciton burchelli

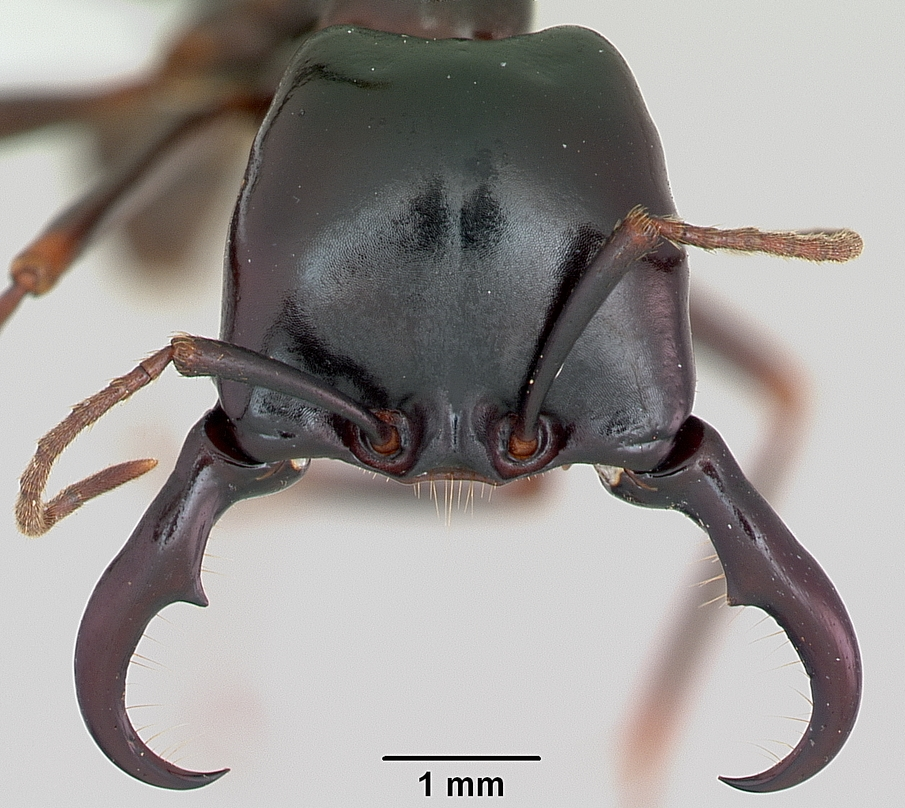
Голова солдата Dorylus nigricans

Муравьиные птицы (англ. ant followers, army ant followers, ant-following birds, буквально: птицы, сопровождающие кочевых муравьёв) — экологическая группа птиц, охотящихся на беспозвоночных и мелких позвоночных, которых вспугивают кочевые муравьи из подсемейств Ecitoninae (Южная Америка) и Dorylinae (Африка).

## Встречаемость
Наиболее известные представители птиц, следующих за колоннами кочевых муравьёв, принадлежат к семействам типичных муравьеловковых (Thamnophilidae), муравьеловковых (Formicariidae), кукушковых (Cuculidae), древолазовых (Dendrocolaptidae) и танагровых (Thraupidae), хотя подобное поведение также описано для представителей семейств мухоловковых (Muscicapidae), крапивниковых (Troglodytidae), гралляриевых (Grallariidae), кардиналовых (Cardinalidae), дроздовых (Turdidae), совиных (Strigidae), бюльбюлевых (Pycnonotidae) и некоторых других (около 50 видов из полутора десятков семейств). Явление следования птиц за фуражирующими колоннами кочевых муравьёв наблюдалось и исследовано в Бразилии, Коста-Рике, Колумбии, Мексике, в лесах Амазонии и Атлантического побережья Южной Америки, в Афротропике.
Птицы следуют за массовыми фуражирующими колоннами тех кочевых муравьёв, которые перемещаются в дневное время и на поверхности почвы. В Неотропике к таковым муравьям относятся виды Eciton burchelli и Labidus praedator, а в Африке это Dorylus wilverthi и Dorylus nigricans.

## Отношения между муравьями и птицами
Первоначально считалось, что птицы данной экологической группы сами едят муравьёв, но многочисленные исследования показали, что муравьи действуют как «загонщики» насекомых, других членистоногих и мелких позвоночных, которых затем ловят птицы.
Ранние исследования предполагали, что присутствие сопровождающих видов птиц, возможно, сыграло важную роль в эволюции кочевых муравьёв Ecitoninae, и что отношения их могут быть мутуалистическими (муравьи могут получать выгоду, ловя жертв, спасающихся от самих птиц). Некоторые исследователи считают эти взаимоотношения клептопаразитическими и приводят данные о снижении на 30 % добычи муравьёв Eciton burchelli в присутствии некоторых массовых птиц.
У разных видов птиц добыча пищи в ходе следования за муравьями может носить облигатный или факультативный характер. В первом случае пища, полученная таким путём, составляет бо́льшую часть рациона, тогда как во втором птицы периодически полностью переходят на питание другой пищей. Среди облигатных видов птиц: Phlegopsis nigromaculata, Myrmeciza fortis, Rhegmatorhina melanosticta, Gymnopithys salvini (типичные муравьеловки), Dendrocincla merula (древолазовые). Облигатные (регулярные, или «профессиональные») муравьиные птицы поддерживают внутри- и межвидовое доминирование в иерархических отношениях между собой, которое регулирует относительное положение и позиции ближе к лучшим местам около передвигающихся массовых колонн кочующих муравьёв («роевого фронта»).
Наблюдения, проведённые в Коста-Рике, показали, что за колоннами муравьёв следует в среднем 15 особей птиц (от 5 до 24). Число таксонов, привлекаемых одной отдельной колонной, — в среднем 8 разных видов (от 3 до 14 видов; в сумме 50 видов птиц). Чаще других отмечены желтоносый короткоклювый дрозд, Henicorhina leucophrys, Premnoplex brunnescens, Momotus momota, Myrmeciza immaculata, Basileuterus tristriatus.
Облигатные виды птиц, следующих за муравьями, встречаются только среди представителей семейства типичных муравьеловок. Они отслеживают расположения бивуаков (временных колоний кочевых муравьев), чтобы поддерживать своё стабильное снабжение кормом. Каждое утро они посещают бивуак каждой колонии, которую они контролируют для оценки активности муравьев. Такое специализированное поведение по проверке бивуака демонстрируют только облигатные виды птиц, то есть наиболее зависимые от фуражировки кочевых муравьёв. Наиболее активные в этом поведении виды Dendrocincla anabatina, Gymnopithys leucaspis и Eucometis penicillata каждое утро подлетают к месту расположения бивуака, садятся на ветки на близком расстоянии от него и проверяют активны ли муравьи. Если муравьи фуражируют, то птицы отслеживают пути их движения, а если нет, то отправляются на поиски другого бивуака муравьёв.
Поведение следования за фуражирующими колоннами кочевых муравьёв наиболее развито у типичных муравьеловок (Thamnophilidae). Эти птицы делятся на 3 категории специализации: (1) те, что кормятся около муравьёв оппортунистически, когда эти кочевые муравьи перемещаются по их территориям (случайные последователи), (2) те, что следуют за муравьиными колоннами, вылетая за пределы их птичьей территории, но и кормятся независимо от муравьиных колонн (регулярные, или постоянные последователи) и (3) те, что, по-видимому, не способны к кормлению независимо от колонн кочевых муравьёв (облигатные, или обязательные последователи). Несмотря на зависимость специализированных птиц от одного вида муравьев, молекулярно-филогенетические датировки указывают на то, что подобная авифауна существовала с позднего миоцена. Это подтверждает, что подобные птицы представляют собой древнюю группу с филогенетически консервативной специализацией.